# Luise Erhard
Luise Erhard, née Luise Lotter le 18 avril 1893 à Langenzenn et morte le 9 juillet 1975, est l'épouse de l'ancien chancelier fédéral allemand Ludwig Erhard, de décembre 1923 à sa mort.

## Source
- (de) Cet article est partiellement ou en totalité issu de l’article de Wikipédia en allemand intitulé « Luise Erhard » (voir la liste des auteurs).